# Heteropterus steropes
Heteropterus steropes is een vlinder uit de familie van de dikkopjes (Hesperiidae). De wetenschappelijke naam van de soort is voor het eerst geldig gepubliceerd in 1775 door Denis & Schiffermüller. Deze naam wordt wel beschouwd als een synoniem van Heteropterus morpheus.